# Scoposeni (gmina Horlești)
Scoposeni – wieś w Rumunii, w okręgu Jassy, w gminie Horlești. W 2011 roku liczyła 296 mieszkańców.